# 球头灯心草
球头灯心草（学名：Juncus sphaerocephalus）为灯心草科灯心草属的植物，是中国的特有植物。分布在中国大陆的云南省等地，生长于海拔1,200米的地区，多生长在湿地上，目前尚未由人工引种栽培。